# Woroneż (stacja kolejowa)
Woroneż – stacja kolejowa w Woroneżu, w obwodzie woroneskim, w Rosji. Obejmuje 4 perony.